# Monte-Carlo Rolex Masters 2017
Monte-Carlo Rolex Masters 2017 — тенісний турнір, що проходив на ґрунтових кортах у місті Рокбрюн-Кап-Мартен, Франція з 17 квітня. Належав до категорії ATP World Tour Masters 1000, був турніром серії Мастерс Монте-Карло 2017 року.

## Фінальна частина

### Одиночний розряд
Рафаель Надаль —  Альберт Рамос Віньолас 6–1, 6–3

### Парний розряд
Роган Бопанна /  Пабло Куевас —  Фелісіано Лопес /  Марк Лопес Таррес 6–3, 3–6, [10–4]